# Jerry Butler
Jerry Butler (Brooklyn, 13 de maio de 1959 — Brooklyn, 27 de janeiro de 2018) foi um ator americano de filmes pornográficos. Sua carreira durou de 1981 a 1993 e incluiu mais de 500 filmes.

## Biografia
Butler nasceu como Paul David Siederman no Brooklyn, filho de pai judeu e mãe de ascendência nativa americana metade alemã/irlandesa e metade Cherokee. Seu avô paterno, Sam Siederman, era supostamente o meio-irmão do líder comunista russo Leon Trotsky.
Butler inicialmente tentou a sorte na atuação mainstream, atuando em uma variedade de peças Off-Broadway. Ele também teve algumas aparições na novela One Life to Live em 1978 e fez uma aparição sem créditos no filme de terror de Frank Henenlotter de 1982 Basket Case. Ele estava geralmente descontente com a pressão constante para dormir com homens em troca de peças, e começou a se cansar lentamente do esforço desperdiçado.
Ele entrou no hardcore em 1981 depois de responder a um anúncio na Backstage Magazine procurando por atores hardcore. Ele foi fazer um teste para um papel não-sexo e depois de um pouco de persuasão, acabou com um papel de sexo hardcore no filme de 1981 Young, Wild and Wonderful.
Seu nome artístico foi inspirado ao ouvir a música de Jerry Butler "Only the Strong Survive" no rádio enquanto ele recebia seu primeiro salário. Butler foi apontado como o ator masculino mais talentoso de sua época, com turnos nos esforços adultos de maior orçamento de Chuck Vincent, Roommates (1981) e In Love (1983), este último ganhando o "Prêmio de Melhor Ator" de Hustler.
Durante sua carreira no cinema adulto, Butler fez aparições em mais três filmes mainstream, desempenhando um papel cômico em Preppies (1984), a liderança dramática no thriller psicológico Deranged (1987), ambos dirigidos por Chuck Vincent, e no filme de terror Evils of the Night. (1985).
De acordo com o Internet Adult Film Database, Butler atuou em 656 filmes adultos durante sua vida.

## Vida Pessoal
Em 1987, Butler se casou com a ex-atriz infantil Lisa Loring, que era mais conhecida por interpretar Wednesday Addams no programa de televisão The Addams Family na década de 1960. Eles se conheceram no set do filme adulto Traci's Big Trick (1987), onde Lisa estava trabalhando como maquiadora.
Em uma entrevista ao Dateline da NBC na década de 1990, Butler se descreveu como "viciado no estilo de vida", mas afirmou ter vergonha de seu comportamento clandestino e seu efeito em seu casamento. O casal mais tarde apareceu no The Sally Jessy Raphael Show, novamente discutindo o dano que a carreira pornô de Butler estava causando ao casamento. Butler e Loring se divorciaram em 1992.
Butler lançou uma autobiografia em 1989, contada a Robert Rimmer e Catherine Tavel, chamada Raw Talent. O livro deu conta de um insider da cena pornô. Ele foi muito aberto no livro, dando detalhes muito íntimos de alguns de seus colegas de trabalho no negócio, e citando a existência de abuso de drogas generalizado na indústria. Butler ressurgiu em 2003 em um papel sexual em um filme pornô intitulado Sexy Sluts: Been There, Done That, lançado naquele ano, que foi dirigido pelo rapper underground Necro. Butler também foi um convidado especial no álbum de Necro The Sexorcist (2005).

## Morte
Butler havia sido diagnosticado com um tumor alguns meses antes, que havia sido removido em uma operação, mas um check-up após um acidente de bicicleta revelou que o câncer havia se espalhado por todo o corpo e era inoperável. Ele morreu em Brooklyn, Nova York, aos 58 anos, em 27 de janeiro de 2018.

## Prêmios
- 1985 AFAA Best Actor for Snake Eyes[5]
- 1985 X-Rated Critics Organization (XRCO) Best Actor for Snake Eyes
- AVN Hall of Fame

## Filmografia (não Pornográfica)
- Basket Case (1982) (uncredited) como Casey Greeter No. 1
- Preppies (1984) (as Paul Sutton) como Dick Foster
- Evils of the Night (1985) (as Paul Siederman) como Eddie
- Deranged (1987) (as Paul Siederman) como Frank
- Electric Blue 53 (1987) como Dr. Lamarr

## Filmografia Pornográfica
A Filmografia Pornográfica de Jerry pode ser acessada em Internet Adult Film Database

## Televisão
- One Life to Live - Múltiplas aparições sem créditos, 1978
- The Morton Downey Jr. Show - tocando "Ele mesmo", setembro de 1988
- Frontline - jogando "Ele mesmo" no episódio: "Death of a Porn Queen", 1987[8]
- The Joan Rivers Show - 16 de janeiro de 1990
- The Sally Jessy Raphael Show - entrevistado ao lado de sua então esposa Lisa Loring, 1991